# Estádio Victório Pierozan
O Estádio Victório Pierozan é um estádio de futebol localizado na cidade de Seara, no estado de Santa Catarina, aonde o Clube Atlético Juventus manda seus jogos. Tem capacidade para 1.700 pessoas.